# Tex Murphy

Tex Murphy in Under a Killing Moon

Tex Murphy è il protagonista di una serie di sei videogiochi del genere avventure grafiche prodotte da Access Software, e impersonato da Chris Jones, anche uno dei game designer degli stessi titoli. Si tratta di un investigatore privato, che lavora in una distopica San Francisco del futuro.

## Videogiochi
- Mean Streets (1989)
- Martian Memorandum (1991)
- Under a Killing Moon (1994)
- The Pandora Directive (1996)
- Tex Murphy: Overseer (1998)
- Tesla Effect: A Tex Murphy Adventure (2014)[2]
- The Poisoned Pawn (annullato)

## Ambientazione
Le avventure della serie sono ambientate in un XXI secolo post-apocalittico, dopo una ipotetica terza guerra mondiale. La maggior parte di essi si svolgono nella città di San Francisco: il cielo ha un colore perennemente rossastro, e molte persone hanno subito delle mutazioni genetiche a causa delle radiazioni; inoltre, diversi punti della città hanno subito gravi danni a causa dei bombardamenti. L'aspetto della città ha molti punti in comune con quello del film Blade Runner.

## Il personaggio
Tex Murphy è un investigatore privato in stile hard boiled; gestisce la sua agenzia in un appartamento del Ritz Hotel, sulla Chandler Avenue, fa parte della popolazione priva di mutazioni genetiche, ed è un fan dei film noir interpretati da Humphrey Bogart: per questo svolge il suo lavoro imitando lo stile dei più classici interpreti del genere, come Sam Spade e Philip Marlowe, compreso l'utilizzo di impermeabile e cappello. Attento osservatore, difficilmente non si accorge di dettagli che possono essere utili al caso, anche se la sua maldestria lo porta spesso nei guai.